# Mokhtar Naili
Mokhtar Naili (arabisch المختار النايلي, DMG al-Muḫtār an-Nāyilī; * 3. September 1953 in Tunis) ist ein ehemaliger tunesischer Fußballspieler. Der Torwart nahm mit der tunesischen Nationalmannschaft an der Fußball-Weltmeisterschaft 1978 in Argentinien teil.

## Karriere

### Vereine
Naili verbrachte seine gesamte Profikarriere beim Club Africain aus der Hauptstadt Tunis.  Mit diesem Klub wurde er viermal tunesischer Meister sowie je dreimal nationaler Pokalsieger und Gewinner des Maghreb Champions Cups.

### Nationalmannschaft
Anlässlich der Weltmeisterschaft 1978 in Argentinien stand er im tunesischen Aufgebot. Aufgrund einer Verletzung von Stammtorhüter Sadok Sassi kam er in allen drei Gruppenspielen der Tunesier zum Einsatz. Die Mannschaft beendete das Turnier auf dem dritten Platz in der Gruppe 2 und schied aus.
Bei der Weltmeisterschaft 2006 in Deutschland gehörte Naili als Torwarttrainer dem tunesischen Trainerstab an.

## Erfolge
- Tunesische Meisterschaft: 1973, 1974, 1979 und 1980
- Tunesischer Pokal: 1972, 1973 und 1976
- Maghreb Champions Cup: 1974, 1975 und 1976